# La danza campesina
La danza campesina es un cuadro del pintor Pieter Brueghel el Viejo, realizado en 1568, que se encuentra en el Museo de Historia del Arte de Viena, en Austria.Sufrió el saqueo por las tropas de Napoleón Bonaparte, fue llevado a París en 1808 y posteriormente devuelto en 1815. 
La obra está firmada en la parte inferior y fue pintada aproximadamente al mismo tiempo que La boda campesina. Las dos pinturas son del mismo tamaño y pueden haber sido ideadas como una pareja o formar parte de una serie que ilustraría la vida campesina. Son los dos ejemplos más destacados del estilo tardío de Brueghel, que se caracteriza por su uso de figuras monumentales de estilo italiano. Brueghel combinaba así su visita de aprendizaje a Italia con la tradición flamenca que se refleja en sus kermés o escenas campestres.

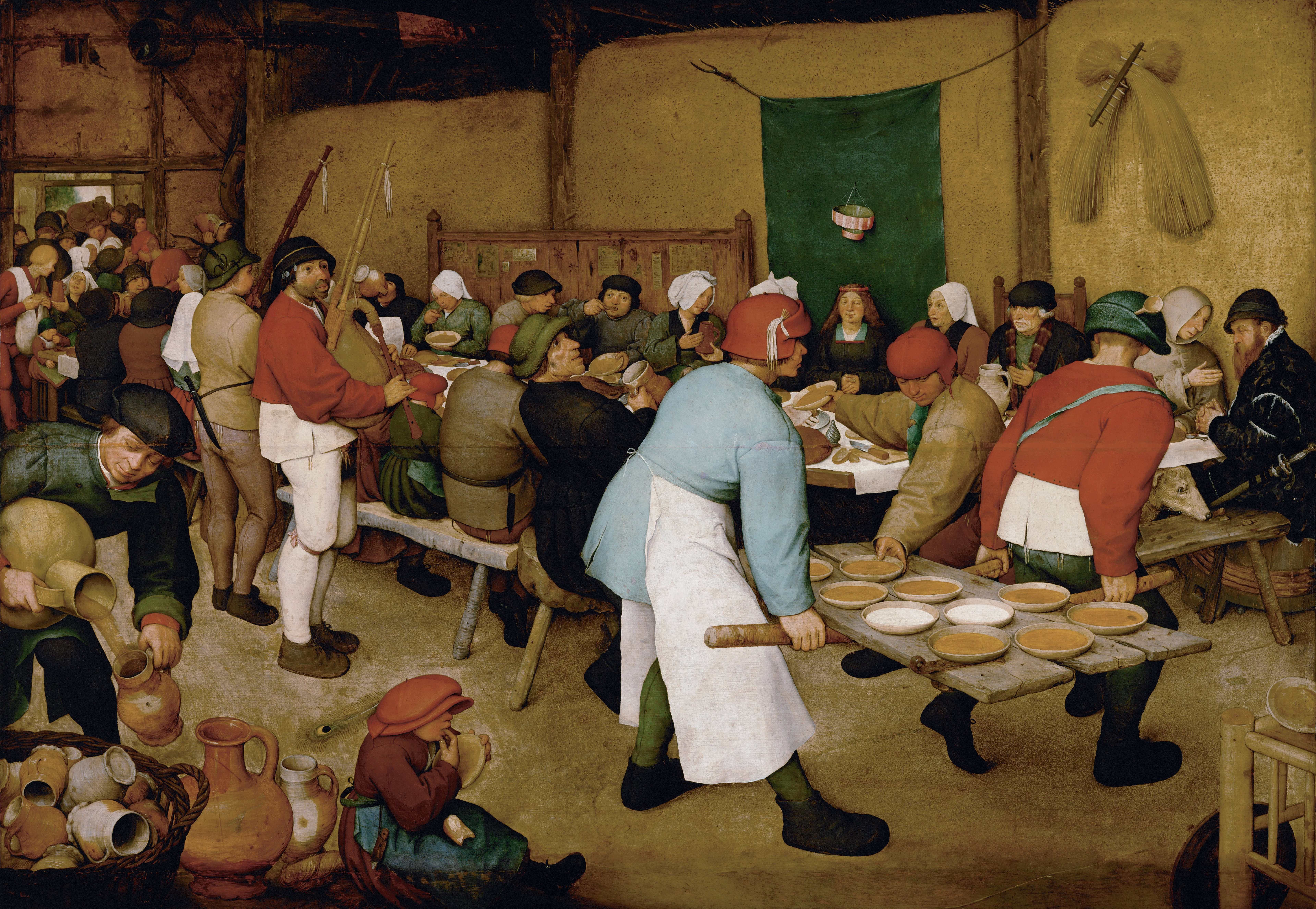
La boda campesina, de Brueghel.

Al igual que La boda campesina, es probable que Brueghel pretendiera que esta pintura tuviera un sentido moralizante, en lugar de ser simplemente un retrato de la vida campesina. La gula, la lujuria y la ira se pueden identificar en algunos detalles de la imagen. El hombre sentado al lado del gaitero lleva una pluma de pavo real en su sombrero, un símbolo de vanidad y orgullo. La ocasión para la fiesta de los campesinos es el día de un santo, pero los bailarines le dan la espalda a la iglesia y no le prestan atención a la imagen de la Virgen que cuelga del árbol. La importancia que se da a la taberna deja claro que están más preocupados por los asuntos materiales que los espirituales.